# پارک گیو ری
پارک گیو ری (به انگلیسی: Park Gyu-ri) (زاده ۲۱ می ۱۹۸۸) خواننده، بازیگر اهل کره جنوبی است.
او عضو گروه کارا است.